# Borax
Boraxul („boratul de sodiu”, „diborat de sodiu decahidrat”) este un mineral din clasa boraților.

## Descriere
Cristalizează în sistemul monoclinic având formula chimică Na2[B4O5(OH)4] · 8 H2O sau Na2B4O7 · 10 H2O respectiv Na2O · 2 B2O3 · 10 H2O cu cristale prismatice scurte, tabulare sau agregate granulate masive sau pământoase de culoare albă cenușie. 
La o încălzire de cca. 100 °C pierde apa de cristalizare luând naștere un pentahidrat. Peste 400 °C se obține tetrarborat de sodiu anhidru, iar la 878 °C se topește. 
Masa molară a tetrarboratului de sodiu este de 201,22 g·mol−1, cu o densitate de 2,37 g·cm−3, iar a decahidratului de 381,37 g·mol−1 cu densitatea de 1,72 g·cm−3. 

## Istoric
Boraxul a fost descoperit și descris în anul 1748 de mineralogul suedez Johan Gottschalk Wallerius (1709-1785), denumirea provine din limba arabă „bauraq - alb”. 
Mineralul este utilizat pentru glazuri încă din antichitate în China, iar în Egiptul antic la îmbălsămarea mumiilor.

## Formare - răspândire
Boraxul apare în natură sub formă cristalină sau masivă, asemănător anhidritului, gipsului sau sării geme. Boraxul ia naștere prin secarea prin uscare a lacurilor sărate, care sunt numite și lacuri de borax. Mineralul mai poate lua naștere prin sedimentare, sau mai poate fi întâlnit în coșurile vulcanilor.
Locurile geografice bogate în borax sunt Kirka în Turcia ca și Boron în California, unde exploatarea se face la zi (prin cariere), sau „Borax Lake” și „Searles Lake” California, SUA. 
În prezent boraxul se obține aproape exclusiv din kernitul  ( Na2B4O7 * 4 H2O) din California.

## Utilizare

### Ca materie primă
Boraxul este o materie primă importantă pentru obținerea acidului boric, a boraților, a perboraților și pentru glazurile pe piatră, ceramică, porțelan, sticlă și la produsele emailate.
Mineralul mai este folosit în tehnologia metalizării ceramicii, la sudura autogenă sau în fierării, în metalurgie fiind folosit ca antioxidant.
Borax împreună cu polivinil se utilizează la fabricarea jucăriilor „Slime”, un fel de plastilină vâscoasă verde care a apărut în 1978 pe piață.

### În chimie
Topiturile de borax se amestecă cu oxizi metalici pentru obținerea diferitelor culori, care prin răcire se formează perle sticloase (perle de borax).
La depistarea metanolului prin ardere se folosește borax care în cazul colorării sale dovedește prezența metanolului.
Mineralul mai este folosit ca și colorant (carmin) în tehnica preparatelor pentru microscop.

### În gospodăria casnică
Boraxul este utilizat la producerea săpunurilor, dedurizarea apei, la producerea detergenților. De asemenea este utilizat la producerea dezinfectanților, insecticidelor, produse pentru curățire și albire.
Mineralul este de asemenea folosit în protejarea lemnului contra mucegaiului, sau focului ca și substanțe izolante pe bază de celuloză.

## Măsuri de protecție
Boraxul ajuns în contact cu pielea sau ochii, precum și prin inspirare a prafului de borax produce inflamații. Ajuns prin înghițire în tractusul digestiv irită mucoasa, cantitățile mai mari fiind mortale. (R36/37-62; S: 22-26-36/37/39-45).
Numărul-CAS a tetraboratului de sodiu este 1330-43-4, a pentahidratului 1332-28-1, iar a decahidratului 1303-96-4.